# Макінамі (1942)
«Макінамі» (Makinami, яп. 巻波) — ескадрений міноносець Імперського флоту Японії типу «Югумо», який взяв участь у Другій світовій війні.

## Історія створення
Корабель був закладений 11 квітня 1941 року на верфі ВМФ в Майдзуру. Спущений на воду 27 грудня того ж року, вступив у стрій 8 серпня 1942 року.

## Історія служби

### 1942 рік
Невдовзі після завершення «Макінамі» включили до 31-ї дивізії ескадрених міноносців і 6—10 вересня 1942-го він разом зі ще одним есмінцем цього підрозділу супроводив 2 лінкори з Куре на атол Трук у центральній частині Каролінських островів (тут ще до війни створили потужну базу японського ВМФ, з якої до лютого 1944-го провадились операції в низці архіпелагів). На той час уже майже місяць тривала важка битва за Гуадалканал і японське командування спрямовувало до регіону підкріплення.
9 вересня 1942-го «Макінамі» вийшов з Труку для супроводу з'єднання із 2 лінкорів та 5 важких крейсерів, яке у взаємодії з іншим угрупованням (2 авіаносці, легкий авіаносець, 2 лінкори та 3 важкі крейсери) мало патрулювати північніше від Соломонових островів у межах підтримки операцій на Гуадалканалі. Цього разу до зіткнення з супротивником не дійшло (на відміну від аналогічного виходу наприкінці серпня, коли відбулась битва біля східних Соломонових островів) і 23 вересня японські сили повернулись на Трук.
11 жовтня 1942-го «Макінамі» та ще 2 есмінці й легкий крейсер вийшли з Труку, щоб супроводжувати загін великих артилерійських кораблів адмірала Кондо, який налічував 2 лінкори та 4 важкі крейсери й мав сприяти доставленню підкріплень на Гуадалканал (проведення 1-го штурмового конвою до Тассафаронга). Невдовзі лінкори під охороною есмінців та легкого крейсера відокремились та попрямували на південь, при цьому в якийсь момент до них приєднались ще 6 есмінців, що вийшли з якірної стоянки Шортленд (прикрита групою невеликих островів Шортленд акваторія біля південного завершення острова Бугенвіль, де зазвичай відстоювались бойові кораблі та перевалювались вантажі для відправлення їх далі на схід Соломонових островів). У перші години 13 жовтня лінкори провели вдалий обстріл аеродрому Гендерсон-Філд, знищивши понад чотири десятки ворожих літаків. Після цього загін повернувся до інших кораблів Кондо. Втім, уже за кілька днів командування вирішило повторити бомбардування, оскільки 15 жовтня внаслідок ударів авіації конвой, який завершував розвантаження на Гуадалканалі, втратив 3 з 6 транспортів. Для цього із сил Кондо виділили 2 важкі крейсери у супроводі 7 есмінців (серед яких був і «Макінамі»), які в ніч проти 16 жовтня знову обстрілювали Гендерсон-Філд (втім, ця операція не мала такого ж успіху, як проведена до того лінкорами). В останній декаді жовтня відбулась битва біля островів Санта-Крус, під час якої все вирішила дуель авіаносців, а надводні сили так і не вступили в бій. 30 жовтня 1942-го кораблі Кондо повернулись на Трук.
3—5 листопада 1942-го «Макінамі» разом зі ще 5 есмінцями охороняли 2 важкі крейсери, що пройшли з Труку до Шортленду, після чого 7 та 10 листопада «Макінамі» у складі групи есмінців виходив у транспортні рейси до Гуадалканалу.
Невдовзі японці узялись за проведення до Гуадалканалу великого конвою з підкріпленнями, що в підсумку вилилось у вирішальну морську битву біля острова. «Макінамі» належав до охорони конвою, який рушив з Шортленду 13 листопада 1942-го, а 14 листопада на підході до Гуадалканалу зазнав важких втрат від авіації, що потопила 6 із 11 транспортів (ще один був пошкоджений та повернувся на Шортленд, а 4 судна в ніч проти 15 листопада викинулись на берег острова, щоб хоча б таким чином доставити свій вантаж). При цьому «Макінамі» підібрав понад тисячу осіб з потопленого транспорту «Аризона-Мару» та доправив їх на Шортленд.
24 листопада 1942-го «Макінамі» супроводив конвой до Мунда в архіпелазі Нова Джорджія в центральній частині Соломонових островів (на тлі невдалого розвитку подій на Гуадалканалі японці почали облаштування тут нових баз).
30 листопада 1942-го «Макінамі» разом зі ще 7 есмінцями узяв участь у транспортному рейсі до Гуадалканала. На підході до острова японські кораблі перехопив значно потужніший ворожий загін, який включав 4 важкі крейсери, проте в підсумку японські есмінці провели дуже вдалу торпедну атаку. Втім, саме «Макінамі» не зміг взяти в ній участь, оскільки цьому заважали прийняті на борт численні діжки з припасами.
3 грудня 1942-го «Макінамі» у складі групи із 10 есмінців здійснив черговий вихід до Гуадалканалу, при цьому він разом зі ще 2 есмінцями належав до загону прикриття. У цьому поході «Макінамі» зазнав незначних пошкоджень унаслідок близьких вибухів. А 16 та 21 грудня «Макінамі» провів ще два транспортні рейси до Мунди.

### 1943 рік
2 та 10 січня 1943-го «Макінамі» взяв участь у ще двох транспортних місіях на Гуадалканал, при цьому в першій він виконував функцію прикриття. А наприкінці місяця японське командування розпочало евакуацію своїх сил із зазначеного острова. До операції залучили 20 есмінців, які здійснили цілий ряд групових виходів. Втім, «Макінамі» взяв участь лише в найпершому, який відбувся 1 лютого. Під час цього рейсу есмінець став ціллю для літаків і втратив хід, оскільки від близьких розривів почалось надходження води до машинних відсіків. Інший есмінець «Фумідзукі» привів «Макінамі» на буксирі на Шортленд, а 6—8 лютого «Макінамі» зміг самостійно пройти на Трук для продовження аварійного ремонту. 24 квітня есмінець прибув до Майдзуру (на оберненому до Японського моря узбережжі Хонсю), де аж до вересня проходив повноцінне відновлення.
У середині вересня 1943-го «Макінамі» пройшов до Шанхаю, звідки вийшов 24 вересня разом зі ще двома есмінцями для супроводу конвою «Тей № 2 Го» (в межах операції «Тей Го» японське командування організувало доставку за Азії значних військових контингентів для підсилення ряду гарнізонів Океанії). Загін пройшов через Трук та 5 жовтня досягнув Рабаула, а 9 жовтня «Макінамі» повернувся на Трук.
Тим часом на початку жовтня 1943-го американське авіаносне з'єднання завдало удару по острову Вейк (північніше від Маршаллових островів) без жодної суттєвої реакції зі сторони ворожого флоту. Зате через кілька тижнів японці на основі радіоперехоплення вирішили, що готується нова атака на Вейк, і 17 жовтня вислали з Труку до Еніветоку (атол на крайньому північному заході Маршаллових островів) головні сили (3 авіаносці, 6 лінкорів, 8 важких крейсерів та інші кораблі), у охороні яких прямував «Макінамі». Цей флот кілька діб безрезультатно очікував ворога, після чого 26 жовтня повернувся на Трук.
Невдовзі «Макінамі» знову опинився у Рабаулі, лише за чотири сотні кілометрів від якого союзники 1 листопада 1943-го висадили десант на західному узбережжі Бугенвіля. 6 листопада 1943-го «Макінамі» разом зі ще 6 есмінцями та 2 легкими крейсерами прикривали 4 есмінці транспортної групи, яка доправила японських бійців до району плацдарму союзників (хоча на Бугенвілі знаходився великий японський гарнізон, проте в умовах джунглів оперативно перекинути ці сили до місця ворожої висадки було нелегко). Втім, вже за добу цей незначний загін (близько п'яти сотень осіб) був атакований силами союзників та із важкими втратами відкинутий у джунглі.
11 листопада 1943-го американське авіаносне з'єднання завдало удару по Рабаулу (вже другого протягом тижня), при цьому есмінець «Наганамі», який в цей час перебував неподалік, був поцілений торпедою та втратив здатність самостійно пересуватись, після чого «Макінамі» привів його на буксирі у Рабаул (можливо відзначити, що надалі цей корабель проведуть на буксирі аж до Японії, де він буде відновлений до моменту битви за Філіппіни).
19 листопада 1943-го «Макінамі» здійснив транспортний рейс до острова Гарове (у морі Бісмарка за три сотні кілометрів на захід від Рабаула), а 21 листопада разом зі ще 4 есмінцями виходив з транспортно-евакуаційною місією до Буки (порт на однойменному острові біля північного завершення Бугенвіля), причому «Макінамі» виконував функцію прикриття.

### Загибель
24 листопада 1943-го «Макінамі» з 4 іншими есмінцями знову попрямував до Буки. Втім, цього разу японський загін перехопили американські есмінці та у бою біля мису Сент-Джордж завдали йому важкої поразки. Одна з випущених ворожими кораблями («Чарльз Озборн», «Клакстон» та «Дайсон») торпед уразила «Макінамі», після чого його добили артилерією есмінці «Конверс» та «Спенс». Лише 28 членів екіпажу змогли врятуватись та досягнути берега.